# سنت‌مارگیت‌فالوا
سنت‌مارگیت‌فالوا (به مجاری:  Szentmargitfalva) یک منطقهٔ مسکونی در مجارستان است که در زالا واقع شده‌است.